# فرانك باتلر (كاتب)
فرانك باتلر (بالإنجليزية: Frank Butler)‏ هو كاتب سيناريو أمريكي، ولد في 18 فبراير 1928 في كانساس سيتي في الولايات المتحدة، وتوفي في 24 يوليو 1984 في فينتورا في الولايات المتحدة.

## وصلات خارجية
- فرانك باتلر على موقع ميوزك برينز (الإنجليزية)
- فرانك باتلر على موقع أول ميوزيك (الإنجليزية)
- فرانك باتلر على موقع ديسكوغز (الإنجليزية)